# Melanie Papalia
Melanie Rose Papalia (* 11. Juli 1984 in Vancouver, British Columbia) ist eine kanadische Schauspielerin.

## Leben & Karriere
Die im Jahre 1984 in Vancouver geborene Melanie Rose Papalia wuchs in ihrer Heimatstadt, die die drittgrößte Film- und Fernsehproduktionsstätte Nordamerikas ist, auf und kam ab dem Jahre 2003 zu ihren ersten nennenswerten Fernsehauftritten. So war sie in einer Episode der kanadischen Polizeiserie Cold Squad zu sehen und brachte es im Folgejahr auf einen weiteren Kurzauftritt in Smallville. 2005 gab die Schauspielerin schließlich ihr Filmdebüt, als sie erst im Kurzfilm Dark Room zu sehen war und noch im gleichen im Fernsehfilm Intelligence von Stephen Surjik zum Einsatz kam. Nach einem Einsatz in einer Episode von Killer Instinct folgten im Jahre 2006 mehrere Auftritte in verschiedenen kanadischen bzw. US-amerikanischen Fernsehserien. Dabei war sie 2006 unter anderem in jeweils einer Folge von Supernatural, Godiva's, Saved oder Blade – Die Jagd geht weiter zu sehen. Ebenfalls noch 2006 kam sie in den Cast der Serie Intelligence, wo sie als Casey Whelan in insgesamt vier Episoden zum Einsatz kam und dabei in einer Folge erneut mit dem Regisseur Stephen Surjik zusammenarbeitete.
Nachdem sie bereits im Jahre 2006 einige Erfahrung in verschiedenen Serien gesammelt hatte, wurde Papalia in den erweiterten Cast der Comicverfilmung Painkiller Jane geholt. In der mit 22 Episoden bezifferten Actionserie wurde sie in elf Folgen eingesetzt und hatte dabei den Charakter der Amanda Worth, der Nachbarin der Hauptperson Jane Vasco (gespielt von Kristanna Loken), die im weiteren Verlauf der Serie von einem Neuro getötet wird, inne. Außerdem bekam die junge Kanadierin im gleichen Jahr eine kleine Rolle in Uwe Bolls Spielfilm Postal. Danach erlebte Papalia ein weitgehend ruhiges Jahr 2008, in dem sie im Film Sweet Amerika mitwirkte, aber auch in zwei Episoden von Aliens in America im Einsatz war. Weiters schaffte sie es in diesem Jahr in den Cast der nur kurzlebigen kanadischen Sitcom The Assistants, wo sie bis 2009 in sechs der insgesamt 13 produzierten Folgen in Erscheinung trat. Ab 2009 begann Papalia schließlich vermehrt damit, sich der Filmschauspielerei zu widmen und war so im selben Jahr in insgesamt vier verschiedenen Produktionen zu sehen. Neben American Pie präsentiert: Das Buch der Liebe, in dem sie unter anderem in einer Nacktszene zu sehen ist, wurde die damals 25-Jährige auch in Dancing Trees, Angel and the Bad Man (einem Remake des John-Wayne-Westerns Der Schwarze Reiter aus dem Jahre 1947) sowie im Drama Christmas Crash (mit Michael Madsen, Alexandra Paul, Elyse Levesque usw.) eingesetzt.
Auch im Jahre 2010 war Papalia vielfach beschäftigt und wirkte in einigen Filmproduktionen mit. So stand sie unter anderem in Frankie and Alice zusammen mit Oscarpreisträgerin Halle Berry vor der Kamera und war daneben auch in Filmen wie Freshman Father, Confined oder Hybrid zu sehen. Daneben bekam die in Vancouver geborene Papalia auch eine Rolle in der kanadischen Fernsehserie Always a Bridesmaid, wo sie in einer unbekannten Anzahl an Folgen zum Einsatz kam. 2010 drehte sie einen Film, der 2011 unter dem Titel Goodnight for Justice erschien. Im Jahr 2014 wurde sie für die Fernsehserie Suits engagiert, in der sie die Rolle der Amy übernommen hat.

## Filmografie (Auswahl)
Filmauftritte (auch Kurzauftritte)
- 2005: Dark Room (Kurzfilm)
- 2005: Intelligence (Fernsehfilm)
- 2007: Postal
- 2008: Sweet Amerika
- 2009: Dancing Trees
- 2009: Angel and the Bad Man (Fernsehfilm)
- 2009: American Pie präsentiert: Das Buch der Liebe (American Pie Presents: The Book of Love)
- 2009: Christmas Crash
- 2010: Frankie and Alice
- 2010: Freshman Father (Fernsehfilm)
- 2010: Confined
- 2010: Hybrid
- 2011: Goodnight for Justice (Fernsehfilm)
- 2012: Indie Jonesing
- 2012: Smiley – Das Grauen trägt ein Lächeln (Smiley)
- 2013: The Den
- 2014: Extraterrestrial: Sie kommen nicht in Frieden (Extraterrestrial)
- 2016: Hell or High Water

Serienauftritte (auch Gast- und Kurzauftritte)
- 2003: Cold Squad (1 Folge)
- 2004: Smallville (1 Folge)
- 2005: Killer Instinct (1 Folge)
- 2006: Supernatural (1 Folge)
- 2006: Godiva’s (1 Folge)
- 2006: Saved (1 Folge)
- 2006: Blade – Die Jagd geht weiter (Blade: The Series) (1 Folge)
- 2006: Intelligence (4 Folgen)
- 2007: Painkiller Jane (11 Folgen)
- 2008: Aliens in America (2 Folgen)
- 2008–2009: The Assistants (6 Folgen)
- 2010: Always a Bridesmaid (1 Folge)
- 2011: Endgame
- 2013: The Newsroom (1 Folge)
- 2014: Suits (6 Folgen)
- 2014: Motive (1 Folge)
- 2016–2018: Travelers: Die Reisenden (Travelers, 5 Folgen)
- 2016–2020: You Me Her (49 Folgen)
- seit 2024: Allegiance